# Багхерпара
Багхерпара (бенг. বাঘারপাড়া, англ. Bagherpara) — город на западе Бангладеш, административный центр одноимённого подокруга. Площадь города равна 11,27 км². По данным переписи 2001 года, в городе проживало 8774 человека, из которых мужчины составляли 51,45 %, женщины — соответственно 48,55 %. Плотность населения равнялась 779 чел. на 1 км².